# 퉁이 세븐일레븐 라이언스

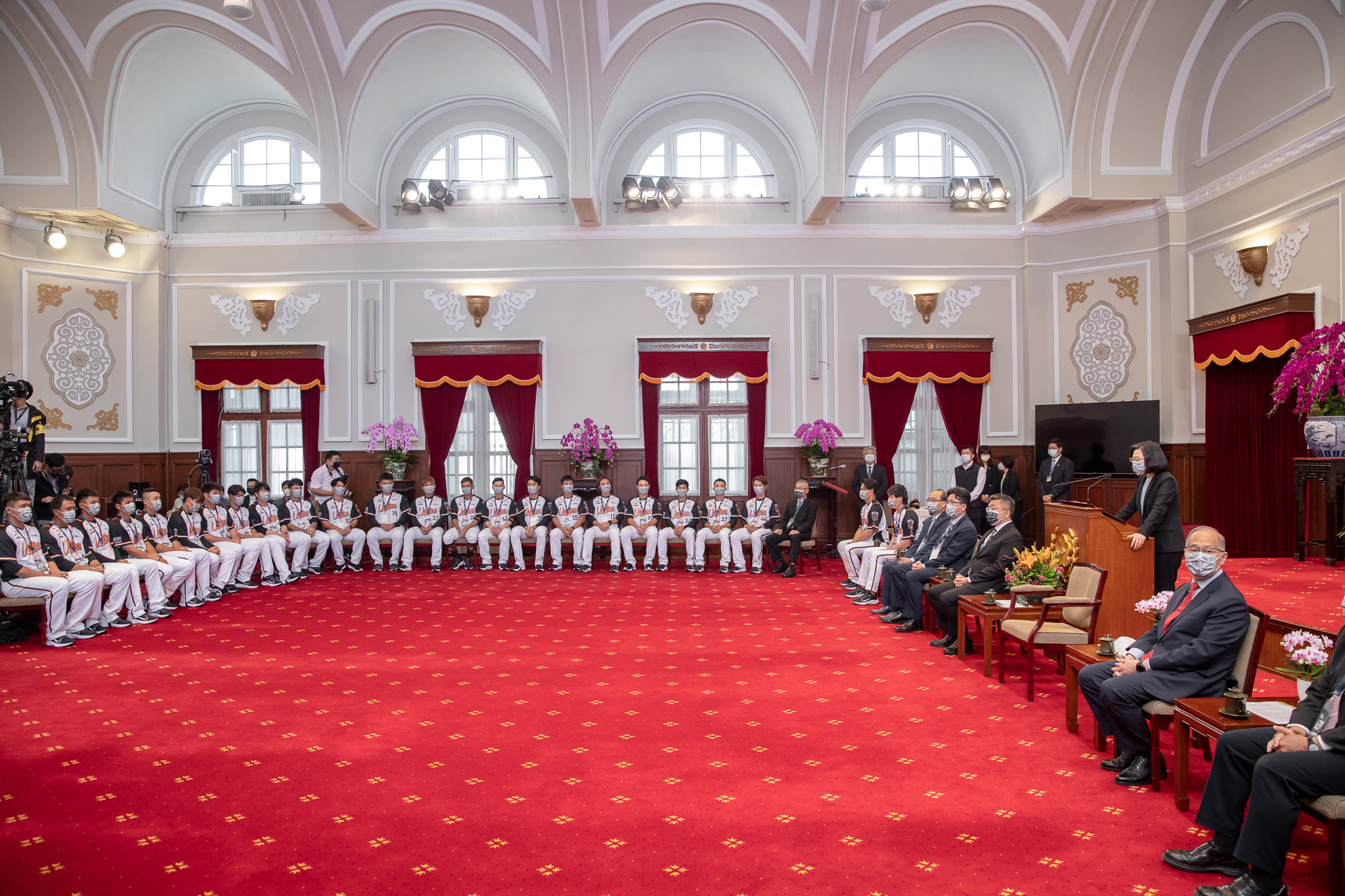

유니 세븐일레븐 라이언스(중국어: 統一 7-ELEVEn 獅, Uni-President 7-ELEVEn Lions)는 중화민국 중화 직업봉구 대연맹에 소속되어 있는 프로 야구 팀이다. 리그 창설 때부터 계속해 온 구단이다. 연고지는 타이난시이다.

## 역사
- 1991년 - 첫 리그 우승.
- 1995년 - 슝디 엘리펀츠의 4연패를 저지하고, 1996년 2연패를 달성했다.
- 1997년 - 연간 순위 1위였으나, 전후기 리그 전부 2위였기 때문에, 타이완 시리즈 진출을 하지 못했다.
- 2007년~2009년 - 리그 3연패를 달성하며, 통산 7회 우승을 기록하였다. (리그 최다)

## 팀명 변경
- 1989년 처음 창단할 때에는 통이 라이언스였으나, 모기업인 통이그룹의 주력사업인 편의점 업체인 세븐일레븐을 팀 명칭에 추가시켰다.